# Cá bảy màu Endler

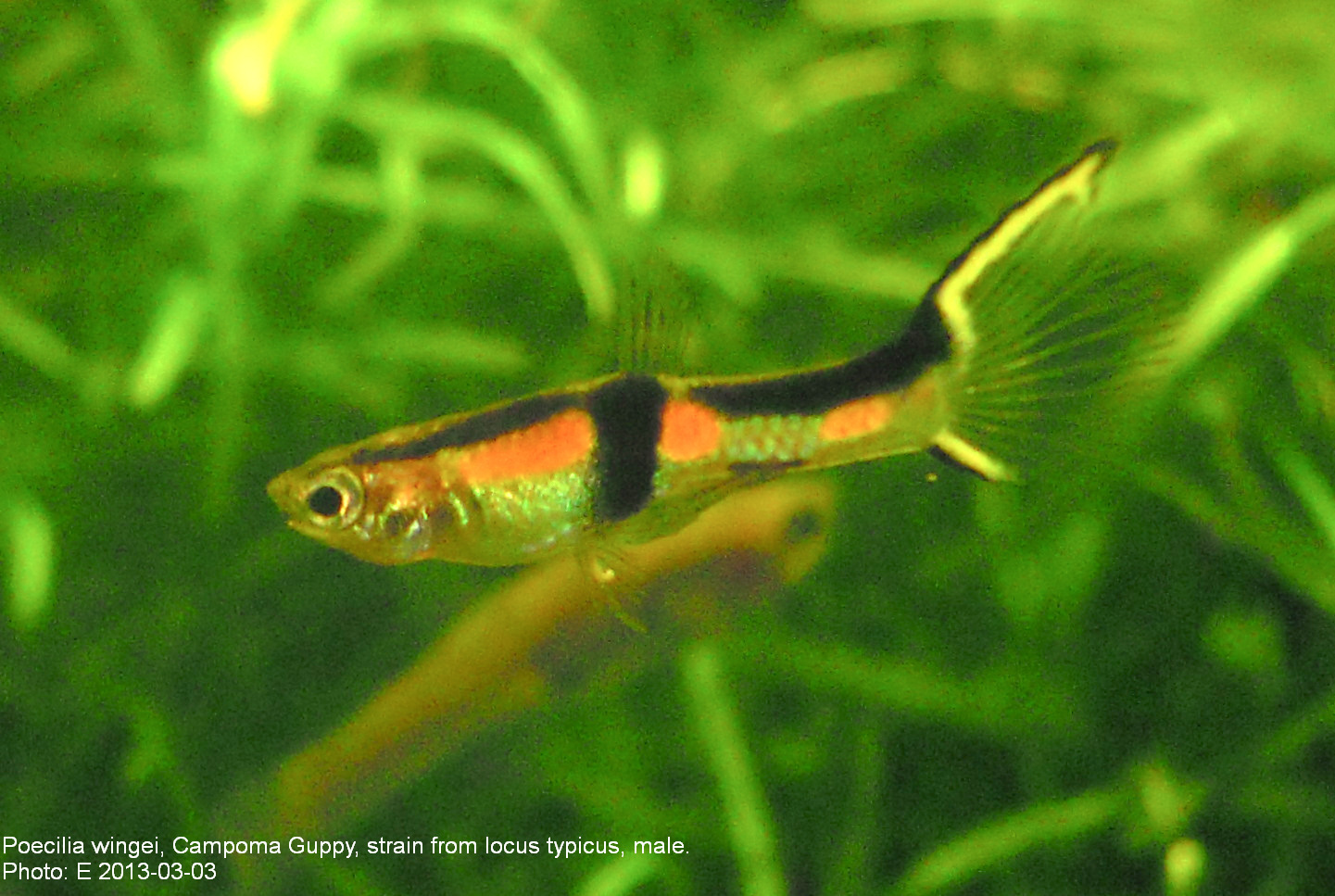
Poecilia wingei, Campoma guppy, male, population of type locality (the population which under the name Poecilia wingei Ca has been genetically analysed).

Poecilia wingei, được biết đến như Cá bảy màu Endler hay Cá khổng tước Endler, trong chi Poecilia, có nguồn gốc ở bán đảo Paria tại Venezuela.

## Lai
Cá bảy màu Endler (P.wingei) có thể được lai với loài cá bảy màu khác (P.reticulata, P.obscura), và con lai có khả năng sinh sản. Đây được xem là để pha loãng gen và do đó tránh được bằng cách nuôi cá, những người muốn duy trì các giống thuần túy. Nhiều cá bán trong các cửa hàng vật nuôi như cá khổng tước Endler thực sự là các con lai của chúng. Ngoài ra, như P. reticulata đã được tìm thấy trong cùng vùng nước như P. wingei, lai tạo tự nhiên cũng có thể xảy ra trong tự nhiên.